# 维尼厄勒-莱阿通沙泰勒
维尼厄勒-莱阿通沙泰勒（法語：Vigneulles-lès-Hattonchâtel，法語發音：[viɲœl le atɔ̃ʃatɛl]）是法国默兹省的一个市镇，位于该省东部，属于科梅尔西区。该市镇总面积62.59平方公里，2009年时的人口为1542人。

## 人口
维尼厄勒-莱阿通沙泰勒人口变化图示